# إيمانويل باليانو
كان إيمانويل باليانو (إيمانويل باليانو أو مانويل دي باليانو أو إيمانويل باليانوس، وعرف أيضًا باسم مانولي أو مانويل أو مانولاشي باليانو، 1793 أو 1794 - 1862) رجل دولة وجنديًا وصناعيًا أفلاقيًا شغل منصب قائم مقام (وصي على العرش) بين شهر أكتوبر من عام 1858 وشهر يناير من عام 1859. كان باليانو ينحدر من أسرة قديمة من البويار، وكان أحد ابنين ولدا للبان غريغور الثالث باليانو، وكان الابن الآخر، نيكولاي، صاحب مسيرة مهنية كبيروقراطي وسكرتير الأفلاق في عامي 1855 و1856. على الرغم من أنها عاشت في ظل القومية الرومانية، برزت الأسرة في ظل يونان الفنار الكوزموبوليتانيين، وتلقى باليانو الشاب تعليمه باللغة اليونانية. رحب الأمير أليكساندروس سوتزوس بباليانو في البلاط وأصبح حماه. في تلك المرحلة، تأثرت مشاركة باليانو بنظام الغنائم بمطالبته بملكية مدينة ترغوفيشت التي أثارت جدلًا كبيرًا، وأيضًا باحتكاره لصناعة المناديل. بصفته مالك عبيد، أسس باليانو قرية بولينتين ديل، التي سكنها في البداية الرومان الذين كانوا أسرى لديه.
كان والده يأمل بأن يقود تمرد العام 1821 المناهض ليونان الفنار، إلى أنه نفي إلى جانب إيمانويل مع سقوط بوخارست بيد المتمردين. في المنفى، بدأ باليانو الابن ينجذب نحو الليبرالية، قبل أن يتطور لديه حب لمعرفة الاشتراكية اليوتوبية. في ظل نظام القانون الأساسي (البغدان والأفلاق)، أصبح باليانو بولكفونيك في القوات المسلحة الأفلاقية وشغل لولايتين منصب عضو في الجمعية الوطنية العادية. برز باليانو ويوان كامبينيانو كقادة ل «الحزب الوطني»، الذي صعّد من معارضته لأليكساندرو الثاني جيكا وكشف خروقات دستورية. أرسل باليانو إلى منفى داخلي في عام 1841، إلا أنه أعيد إلى منصبه بعد تدخل من قبل أصدقائه في الإمبراطورية الروسية وكنيسة الأفلاق. وترشح للانتخابات الأميرية في الأفلاق في عام 1842، إلا أنه أقر بهزيمته لصالح صديقه جورج بيبيسكو، الذي جعله في ذلك الوقت البوستيلنيك الخاص به (1843 - 1847). وبذلك ساهم باليانو بصورة مباشرة في تحديث الأفلاق، وأيضًا في المراحل الأولى من إلغاء العبودية، على الرغم من بقائه هو نفسه مالك عبيد حتى عام 1855.
انضم باليانو إلى معسكر المحافظين خلال ثورة الأفلاق لعام 1848. ولبضعة أيام من شهري يونيو ويوليو من تلك السنة، أعلن باليانو نفسه قائم مقام، وأنه بات يترأس إدارة رجعية إلى جانب الميتروبوليتاني نيوفيت الثاني. قبل خلعه وطرده من الأفلاق، أصدر باليانو أمرًا بتدمير الرموز الثورية، بما فيها «تمثال الحرية». وعند عودته مع الجيش العثماني، نال من جديد ترقية من قبل الأمير باربو ديميتري ستيربي، خصوصًا خلال المراحل الأخيرة من حرب القرم التي قضت على الوصاية الروسية. تركز اهتمامه على إقامة تحالف وثيق بين الأفلاق والإمبراطورية النمساوية. كانت ولاية باليانو الثانية كقائم مقام، التي نالت اعترافًا دوليًا، ضمن ثلاثي تضمن أيضًا يوان فيليبيسكو فولباتش ويوان مانو، وأسس باليانو بمشاركة الأخير نظامًا قمعيًا فرض رقابة وترهيب على الحزب الوطني. ونظم الاثنان الانتخابات التشريعية لعام 1859، إلا أنهما هزما من قبل الليبراليين والقوميين الذين تمكنوا من تطبيق الأجندة الخاصة بهم.
اضطهد باليانو وهمش خلال الأحداث التي أفضت إلى تأسيس الممالك المتحدة، الأمر الذي وضع نهاية لمسيرته السياسية. كان عمله الأدبي الوحيد مخطوطة مدونة تاريخية، والتي كشف في وقت لاحق بأنها كانت سرقة أدبية.

## سيرة حياته

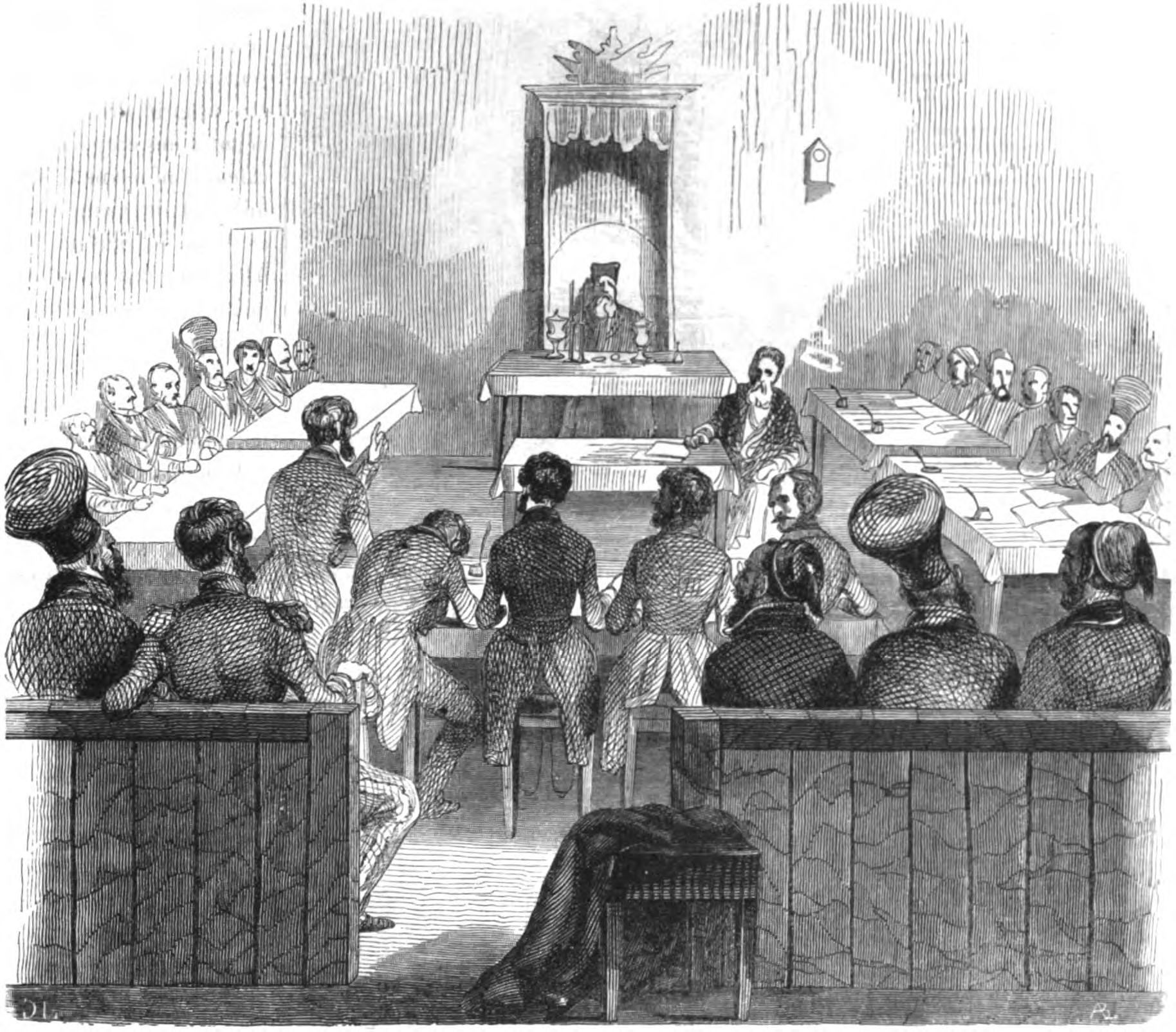
غرفة ولايات والاشيا

### نشأته
كانت أسرة باليانو، التي يرتبط تاريخها ببلديات في مقاطعة دامبوفيتا، تنحدر من الخط الأفلاقي الأقدم من نبلاء البويار، وكانت تزعم وجود صلة قربى بأسرة باساراب القديمة. كان بطريرك الأسرة أوندريا باليانو، الذي شغل منصب بان أولتينيا في التسعينيات من القرن السادس عشر. برز ابن أخيه، إيفاسكو الأول باليانو، كلاعب قوي في الثلاثينيات من القرن السابع عشر في الأفلاق، وبعد أن دعم ماتي باساراب لاعتلاء عرش الأفلاق، كان لدى ابنه، جورج باليانو، تزكية مماثلة وحارب إلى جانب قسطنطين سيربان. وبرز خلال السبعينيات من القرن السابع عشر حين دخل هو وعائلته في نزاع مع أسرة كونتاكوزينو، ووصل صراعهم إلى نهايته في عام 1679 مع إرسال ابن جورج، إيفاسكو الثاني، إلى منفى. بحلول نهاية القرن الثامن عشر، كانت الأسرة (التي كانت إحدى عشائر البويار التي يمكن لها الزعم بأنها من أصل أفلاقي قديم) قد حصلت على امتيازات إقطاعية كبرى، بما في ذلك فرض ضريبة على الزراعة في ملكياتهم، وقد كانت واحدة من 4 أسر فقط حافظت على ذلك الامتياز.
كان إيمانويل ابن حفيد إيفانسكو الثاني. وولد في عام 1793 أو 1794 كابن البان غوريغور الثالث باليانو (1770 - 1842) وزوجته ماريا، التي كان اسمها عند الولادة برانكوفيانو (؟ - 1837). من جانب والدته، كان إيمانويل السليل الجانبي للأمير الأفلاقي قسطنطين برانكوفيانو، وكان شقيق ماريا، اسمه أيضًا جورج، آخر ذكر من أسرة كرايوفيستي برانكوفيانو. وكانت جدته من جهة والدته عضوًا في عشيرة مولدافية، الستوردزا. كان ثمة شقيقة من بين أشقاء إيمانويل، زو (1791 - 1877). بين عامي 1811 و1815، تزوجت الأرستقراطي ماتي جيكا، إلا أن الطلاق بينهما وقع مع إصابته بمرض السل. تشير رواية معاصرة إلى أنها أصبحت في تلك الفترة زوجة ديميتري كاراجيا، أحد أقرباء الأمير جون كارادجا. كان آخر أزواج زو المقاول ستيفان هاجي موسكو. وكان لدى زو وإيمانويل شقيق، نيكولاي، وشقيقتين أيضًا: إلينا التي تزوجت قسطنطين ناستوريل هيريسكو، ولوكسيتا التي كانت زوجة الكاتب نيكولاي فاكاريسكو.
تزامنت طفولة إيمانويل وشبابه مع المراحل الأخيرة من عهد يونان الفنار، الذي اندمجت خلاله الأفلاق ومولدافيا (ممالك الدانوب) بشكل أكبر مع الإمبراطورية العثمانية، وباتت فيها هجرة اليونان أكبر. كان جريجور الأب ضمن إدارة بوخاريست التابعة ليونان الفنار وكان يملك منازلًا في غرب تورنول كولتي. دُفع جريجور في البداية إلى منصبي لغثيط وسباثاريوس المرموقين خلال الحرب الروسية التركية بين عامي 1806 و1812، حين أيد الاحتلال من قبل الإمبراطورية الروسية، ونال وسام القديسة آنا. وبصفته راعيًا للأدب.
تبرع بصورة منتظمة من مجموعة كتبه ودفع تكاليف ترجمة مقالات إيتين بونوت دي كوندياك، وقيل إنه بدأ بكتابة قاموس روماني. في عام 1816، رعى متجر الطباعة الخاص ببيت إيفيسيول، الذي كان أول طابع قطعة موسيقية في الأفلاق.
نال إيمانويل تعليمه في المدينة من قبل المدرس اليوناني كيركيريو، الذي أدخله إلى بلاط يونان الفنار. تشير ملاحظة معاصرة للصحافي والمحرر زاهاريا كاركاليتشي إلى أن إيمانويل ونيكولاي باليانو نالا تعليمهما في مملكة فرنسا والإمبراطورية النمساوية، ولو أنه من المستحيل، حسب استنتاج المؤرخ نسطور كاماريانو في عام 1946، معرفة متى كان إيمانويل خارج بلاده بالفعل والمدة التي أمضاها هناك. على الرغم من أن سجلًا لاحقًا يشير إلى أنه كبر في ألمانيا، بقيت اليونانية لغة التعبير المفضلة لديه حتى في وقت لاحق من حياته. عند فترة ما من شبابه (ربما قبل العام 1818)، ألف إيمانويل مدونة تاريخية توثق تاريخ داتشيا الرومانية ورومانيا في العصور الوسطى المبكرة. كشف لاحقًا أن المخطوطة كانت نسخة مسروقة من عمل مشابه لثيودوروس فوتينوس (تيودور فوتينو)، التي بدورها ربما كانت نسخة عن كتاب مفقود من تأليف ديونيسي فوتينو. كما أشار كاماريانو، «لم يتبق شيء [آخر]» من باليانو الكاتب.
يقترح المؤرخ رادو كروتزيسكو أن الصعود السياسي لإيمانويل كان يعود إلى حد كبير إلى قرابته بأسرتين، فاكاريسكو وسوتزو، وكان عم ماريتيكا فاكاريسكو، التي ستصبح لاحقًا زوجة الأمير جورج بيبيسكو، وعن طريق زواجه بكاتينكا، أصبح صهر آخر أمير للأفلاق من يونان الفنار، أليكساندروس سوتزوس. تظهر كوميديا أفلاقية تعود للعام 1820 تقريبًا البان جريجور يستخدم نفوذه ليفيد أقاربه بالمصاهرة. لوحظت محاباة يونان الفنار من قبل كاتب المذكرات يون جيكا. ويذكر أن التعليم اليوناني الذي تلقاه إيمانويل هو ما لفت أنظار الأمير سوتزوس. عند زواجه من كاتينكا، نال باليانو ملكية ترغوفيشت، التي كان الأمير قد زعم أنها له بشكل تعسفي، وعند وصول الأنباء حول هذه الصفقة إلى المدينة المشتعلة، وضع المواطنون الذين كانوا يقومون بأعمال شغب شؤمًا على بيت سوتزوس. تضمن مهر كاتينكا أيضًا احتكارًا لصناعة المناديل، الذي جاء مع امتيازات ضريبية إضافية والحق في توظيف 30 عاملًا أجنبيًا. تضمن هذا ملكية مصنع النسيج في كنيسة ماركوتا، الذي أجره باليانو على الفور لمهاجر روسي.
وصل باليانو للمرة الأولى إلى منصب مرموق في عام 1819، حين شغل منصب نائب وزير الشؤون الداخلية، أو فورنيك، وكان أعلى لغثيط في البلاد في عام 1821.